# Отонска уметност
Отонска уметност или отонска ренесанса је уметност у Немачкој која се развијала у 10. и 11. веку и представља рану фазу романске уметности. Након каролиншке ренесансе и распада царства Карла Великог на неколико мањих држава уметност се слабо развија, тек са долазком на власт Отона  када он ступа на власт 936. године може се говорити о отонској ренесанси и развијању уметности у којој долази до спајања античких елемената и византијске уметности као и ранохришћанске уметности тога времена. Настају поштовања вредне грађевине у јединственом стилу своје монументалне затворености.
Отонска уметност је стил у предроманској немачкој уметности, покривајући и нека дела из Ниских Земаља, северне Италије и источне Француске. Назвао га је историчар уметности Хуберт Јаничек по Отонској династији која је владала Немачком и северном Италијом између 919. и 1024. године под краљевима Хенријем , Отоном , Отоном , Отоном  и Хенријем . Са отонском архитектуром, то је кључна компонента отонске ренесансе (око 951–1024). Међутим, ovaj стил није ни започео ни завршио уредно се поклапајући са владавином ове династије. Он је настао након неколико деценија њихове владавине и опстао је након отонских царева током владавини ране Салијске династије, којој недостаје сопствена уметничка „стилска етикета“. У традиционалној схеми историје уметности, отонска уметност следи каролиншку уметност и претходи романици, мада су прелази на оба краја периода поступни, а не изненадни. Попут првог и за разлику од другог, то је у великој мери био стил ограничен на неколико малих градова тог периода и важне манастире, као и на дворске кругове цара и његових водећих вазала.
Након пропадања Каролиншког царства, Свето римско царство је поново успостављено под Саксонском Отонском династијом. Из овога је произашла обновљена вера у идеју царства и реформисане цркве, стварајући период појачаног културног и уметничког жара. Управо у тој атмосфери настала су ремек-дела која су стопила традиције из којих су отонски уметници црпили инспирацију: модели касноантичког, каролиншког и византијског порекла. Преживела отонска уметност је у великој мери религиозна, у виду илуминираних рукописа и металних предмета, а произведена је у малом броју центара за уски круг покровитеља у кругу царског двора, као и за важне личности у цркви. Међутим, већи део је био дизајниран за приказивање широј јавности, посебно ходочасницима.
Стил је углавном грандиозан и тежак, понекад и ексесиван, и у почетку мање софистициран од каролиншких еквивалената, са мање директног утицаја византијске уметности и мање разумевања њених класичних узора, али око 1000. у многим делима се појављује запањујући интензитет и изражајност, као „свечана монументалност комбинује се са живахном унутрашњошћу, несветским, визионарским квалитетом са оштром пажњом на стварност, површинским обрасцима летећих линија и богатим јарким бојама са страственим емоционализмом“.

## Краљеви источне Француске и цареви Светог римског царства
- Хајнрих I (краљ 919—936.)
- Отон I Велики (936—973. од 962. цар)
- Отон II (самостални владар као цар 973—983.)
- Отон III (983—1002. од 996. као цар)
- Хајнрих II (1002—1024. од 1014. као цар)

## Отонска архитектура
Под Отоном I почиње жива грађевинска делатност, отонско грађевинарство које завршава смрћу Хајнриха II 1024. године и које се без прекида спаја са романском архитектуром и представља њен рани период.
Најамбициознији заштитник у архитектури и уметности у Отонском раздобљу био је Бернвард који је после постао бискуп у Хилденсхајму. Међу најзначајнију творевину овог времена рачунамо цркву Св. Михајла у Хилдесхајму са двоструком апсидом и на западној страни са великим порталом који је украшен рељефима и призорима религиозног карактера. Ово је једна тробродна црква са два симетрична трансепта и кулицама на местима њиховог укрштавања.

## Отонска примењена уметност
У овом времену се јако развија резбарство на слоновачи и златарство које је понекад под византијским утицајем и нарочито од времена када се Отон II оженио византијском принцезом Теофаном да би учврстио своје царство. Режу се статуе Христа и израђују се портрети Марије чији се ликови превлаче златом и обично служе као шкриње за мошти светаца. Рана дела су слободнија у приказивању покрета док је касније покрет уздржанији.

## Сликарство у отонској ренесанси
Од сликарских дела отонске уметности су сачуване фреске из Оберцела. У илустрацији књига долази до византијског утицаја. За слике које треба да заступају чврсту и непоколебљиву Божију истину се све више употребљавају чврсте форме и из тог истог разлога се небо које је плаву замењује у Евангелијуму Отона III златном бојом.
Тадашња уметност није профаног карактера већ настаје и живи у манастирима животом мирне уметности или по наруџби кнезова односно и као израз царске моћи владара.